# Josep Ramon Llobera i Plana
Josep Ramon Llobera i Plana (l'Havana, Cuba, 1939 - Londres, Regne Unit, 4 de desembre de 2010) va ser un antropòleg i investigador català d'origen cubà.

## Biografia
Nascut a Cuba d'una família de la Conca de Barberà exiliada arran de la guerra, es va formar posteriorment a Barcelona, estudiant Economia i Filosofia a la Universitat de Barcelona. Posteriorment, el 1969, es traslladà a Londres i el 1978 es doctorà en antropologia social a la Universitat de Londres. A Londres va exercir de professor durant quatre dècades a la Universitat de Hull, la Universitat de Sheffield i a la Universitat de Londres fins a la jubilació el 1996, i també fou professor visitant al University College de Londres i a la Universitat Pompeu Fabra de Barcelona, feu treball de camp sobre educació i canvi social al Carib, a les Barbados. Llobera fou també, juntament amb Jesús Contreras i Eduard Delgado, un dels ideadors de l'Institut Català d'Antropologia, com a espai de debat i divulgació de l'antropologia. Josep R. Llobera, des de Londres va impulsar en especial l'obertura internacional de l'ICA. Així, en els seus inicis, gràcies a ell, un nombre considerable d'antropòlegs estrangers van impartir seminaris a l'Institut.
El seu interès inicial se centrà en la història de les idees antropològiques i l'antropologia com a disciplina científica. Al mateix temps, des de finals de la dècada dels anys vuitanta, centrà progressivament les seves investigacions en el nacionalisme i la identitat a Europa, que sovint exemplificà i aprofundí amb referències al cas català. Va cercar les arrels del nacionalisme modern a l'Europa Medieval, en l'anàlisi dels factors estructurals de la modernitat que han condicionat el desenvolupament del nacionalisme a l'Europa occidental. Fou autor de nombrosos articles i col·laborà també en compilacions d'articles, d'algunes de les quals fou també editor.

## Publicacions[1][2]

### Sobre antropologia
- Hacia una historia de las ciencias sociales (1981)
- Caminos discordantes (1989)
- The Anthropology of Europe (1994)
- La identidad de la antropología (1996)
- Manual d'antropologia social (1999)
- Fonaments antropològics del comportament humà (2001)
- ‘An Invitation to Anthropology’ (2003)

### Sobre el nacionalisme i la identitat d'Europa
- The God of Modernity (1994)
- The Role of historical memory in (ethno) nation-building (1996)
- Recent theories of nationalism (1999)
- De Catalunya a Europa: Fonaments de la identitat nacional (2003)
- La teoria del nacionalisme a França (2003)

### Novel·les
- Reminiscences of a Distant Past (2006)

### Obra pòstuma
- Memòries d'un passat llunyà, traducció de Rosa Baixeras i Saül Garrigós (2015)

### Documentari sobre Josep Ramon Llobera i Plana
- Roger Canals. ‘L’home que estimava els llibres’ (versió original en anglès, "The Man who loved books: Homage to JR Llobera")